# Морський маяк в Гданську-Порт Північний
Морський маяк Гданськ-Порт Північний  (пол. Latarnia Morska Gdańsk Port Północny) — найновіший (станом на липень 2018) маяк на польському узбережжі Балтійського моря, розташований в Гданську, на Портовому острові, який знаходиться в північній частині Гданського морського порту.
Маяк розташований між Морським маяком в Гелі і  Морським маяком в Криниці-Морській.
Маяк знаходиться на вежі капітанату Гданського порту і зачинений для відвідувачів. Це єдиний маяк з ліфтом в Польщі.

## Технічні характеристики
- Географічне розташування: 54°23,988' Пн.ш 18°41,784' Сх.д[2]
  - те ж саме 54°23'59,28" 18°41'47,04"
- Висота вежі: 56,00 м
- Висота світла: 61,30 в.н.р.м.
- Номінальна видимість світла: 25 морських миль (46,30 км)
- Сектор видимості світла: 140°-320°
- Характеристики світла:
  - Спалах: 0,5 с
  - Перерва: 1,5 с
  - Спалах: 0,5 с
  - Перерва: 1,5 с
  - Спалах: 0,5 с
  - Перерва: 4,5 с
  - Тривалість: 9,0 с